# Zapadlisko

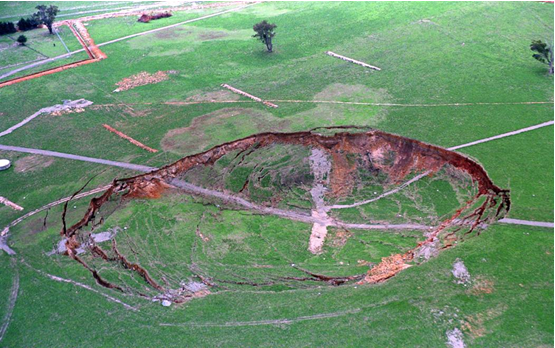
Zapadlisko na obszarze górniczym kopalni w Australii

Zapadlisko – fragment skorupy ziemskiej obniżony wzdłuż uskoków. Zapadliska powstają często na przedpolu gór o budowie płaszczowinowej. Wyróżnia się zapadliska przedgórskie (np. Zapadlisko przedkarpackie) lub na obszarze orogenu zapadlisko śródgórskie (np. Zapadlisko Saary, Zapadlisko Zakarpackie).
Nieciągłe deformacje powierzchni ziemi określane jako zapadliska mogą wynikać również z prowadzonych robót górniczych i przybierać formy zbliżone do kraterów czy lejów krasowych.